# تالیتسا، اوبلاست سوردلوفسک
تالیتسا، اوبلاست سوردلوفسک (به روسی: Талица) شهری در کشور روسیه و در اوبلاست سوردلوفسک واقع شده‌است.